# Liste der Erzbischöfe von Korfu
Die folgenden Personen waren Bischöfe und Erzbischöfe des Erzbistums Korfu (Griechenland):
- ? (1274)
- ? (1277–1278)
- Antonius (1283–1284)
- Stephanus (1289–1296)
- Demetrius (1299)
- Marcus Contarini (1310)
- Christophorus (1318)
- Johannes I. (1320–1330)
- Johannes II. (1330)
- Salvianus (1340)
- Gaddus Pisanus (1341–1347)
- Johannes de Porta (1348)
- Franciscus de Aptis (1348)
- Nikolaus (1348–1350)
- Castellinus Romanopullus (1350–1376)
- Ioannes de Amelia (1376–1378)
- Petrus Budana (1379–1386)
- Nikolaus (1385–1386)
- Pinus Ordelaffi (1390)
- Marcus Iustinian (1390–1392)
- Albanus Michiel (1392–1406)
- Hillarius (1406–1413)
- Georgius de Cadolfino (1413–1428)
- Eustachius de Leonardis (1428–1430)
- Martinus Bernardini (1430–1452)
- Franciscus Gritti (1452–1458)
- Petrus Iustinian (1458)
- Isidorus Rutheniensis (1458–1459)
- Petrus Frigerio (1459–1481)
- Sanctus Venier (1418–1514)
- Christophorus Marcello (1514–1527)
- Iacobus Cocco (1528–1560)
- Antonius Cocco (1565–1577)
- Bernardinus Suriano (1577–1583)
- Maffeus Venier (1583–1586)
- Ioannes Balbi (1587–1597)
- Vincentius Querini (1597–1618)
- Benedictus Bragadin (1618–1658)
- Carolus Labia (1659–1677)
- Marcus Antonius Barbarigo (1678–1687) (auch Bischof von Montefiascone)
- Georgius Emo (1688–1705)
- Augustus Antonio Zacco (1706–1723)
- Angelo Maria Quirini OSBCas (1723–1727) (auch Bischof von Brescia)
- Vincentius Maria Mazzoleni (1727–1731)
- Ioannes Antonius Foscarini (1732–1739)
- Antonius Nani (1742–1765)
- Paulus da Ponte (1765–1773)
- Andrea Benedictus Ganassoni (1773–1779)
- Francesco Maria Fenzi (1779–1816) (auch Lateinischer (Titular-)Patriarch von Jerusalem)
- Daulo Augusto Foscolo (1816–1830) (auch Lateinischer (Titular-)Patriarch von Jerusalem)
- Petrus Antonius Nostrano (1830–1850)
- Nicholson (1850–1855)
- Carolus Rivelli (1856–1858)
- Spiridione Maddalena (1860–1884)
- Evangelista Boni (1885–1897)
- Antonios Ioannes Baptist Delendas (Αντώνιος Ιωάννης Βαπτιστής Δελένδας) (1898–1900)
- Theodoros Antonios Polito (Θεόδωρος Αντώνιος Πόλιτο) (1901–1911)
- Domenikos Darmanin (Δομήνικος Δαρμανίν) (1912–1919)
- Leonard Brindisi (Λεονάρδος Πρίντεζης) (1919–1940) (auch Erzbischof von Naxos)
- Antonio Gregorio Vuccino (Αντώνιος Γρηγόριος Βουτσίνος), A.A. (1947–1952)
- Antonios Varthalitis (Αντώνιος Βαρθαλίτης), A.A. (1962–2003)
- Ioánnis Spitéris (Ιωάννης Σπιτέρης), O.F.M. Cap. (2003–2020)
- Georgios Altouvas (seit 2020)